# Caulophacus
Caulophacus is een geslacht van sponsdieren uit de klasse van de Hexactinellida.

## Soorten
- Caulophacus (Caulodiscus) brandtae Janussen, Tabachnick & Tendal, 2004
- Caulophacus (Caulodiscus) lotifolium Ijima, 1903
- Caulophacus (Caulodiscus) onychohexactinus Tabachnick & Lévi, 2004
- Caulophacus (Caulodiscus) polyspicula Tabachnick, 1990
- Caulophacus (Caulodiscus) valdiviae Schulze, 1904
- Caulophacus (Caulophacella) tenuis Lendenfeld, 1915
- Caulophacus (Caulophacus) abyssalis Tabachnick, 1990
- Caulophacus (Caulophacus) adakensis Reiswig & Stone, 2013
- Caulophacus (Caulophacus) agassizi Schulze, 1899
- Caulophacus (Caulophacus) antarcticus Schulze & Kirkpatrick, 1910
- Caulophacus (Caulophacus) arcticus (Hansen, 1885)
- Caulophacus (Caulophacus) basispinosus Lévi, 1964
- Caulophacus (Caulophacus) chilensis Reiswig & Araya, 2014
- Caulophacus (Caulophacus) cyanae Boury-Esnault & De Vos, 1988
- Caulophacus (Caulophacus) discohexactinus Janussen, Tabachnick & Tendal, 2004
- Caulophacus (Caulophacus) discohexaster Tabachnick & Lévi, 2004
- Caulophacus (Caulophacus) elegans Schulze, 1886
- Caulophacus (Caulophacus) galatheae Lévi, 1964
- Caulophacus (Caulophacus) hadalis Lévi, 1964
- Caulophacus (Caulophacus) instabilis Topsent, 1910
- Caulophacus (Caulophacus) latus Schulze, 1886
- Caulophacus (Caulophacus) oviformis (Schulze, 1886)
- Caulophacus (Caulophacus) pipetta (Schulze, 1886)
- Caulophacus (Caulophacus) schulzei Wilson, 1904
- Caulophacus (Caulophacus) scotiae Topsent, 1910
- Caulophacus (Caulophacus) variens Tabachnick, 1988
- Caulophacus (Oxydiscus) weddelli Janussen, Tabachnick & Tendal, 2004